# أدب الحقبة الحديثة المبكرة
أدب الحقبة الحديثة المبكرة هو الأدب الذي ينتمي إلى القرن الميلادي السادس عشر والقرن السابع عشر الميلادي وجزء من القرن الثامن عشر الميلادي)، أو الأدب الحديث المبكر، ويعقب أدب العصور الوسطى ويُعرف في أوروبا على وجه التحديد بأدب عصر النهضة.
استمرت الفترة الحديثة المبكرة في أوروبا تقريبًا منذ عام 1550 وحتّى عام 1750، تبدأ هذه الحقبة التاريخية منذ عصر الباروك وتنتهي بعصر التنوير وحروب الثورة الفرنسية. تتزامن الحقبة الحديثة المبكرة في بلاد فارس مع فترة حكم السلالة الصفوية. وتُعتبر الحقبة الحديثة المبكرة في اليابان هي فترة إيدو التي تمتد حتى عام 1868 وحتى بداية التصنيع خلال فترة ميجي. وفي الهند، استمرت الحقبة الحديثة المبكرة خلال عهد سلطنة مغول الهند وحتى بداية الاستعمار البريطاني عام 1857. أما الإمبراطورية العثمانية فقد خضعت لمحاولات تحديث مختلفة منذ عام 1828.
وفي الصين، ظل الأدب الصيني بمنأى عن التأثير الأوروبي، ولم تظهر آثار التحديث التي أدت إلى حركة الثقافة الجديدة إلا في أواخر عهد سلالة تشينغ الحاكمة في تسعينيات القرن التاسع عشر الميلادي.

## في أوروبا
كانت الروح الجديدة للعلم والبحث في أوروبا جزءًا من الاضطرابات العامة في الفهم البشري، والتي بدأت باكتشاف العالم الجديد في عام 1492 واستمرت خلال القرون اللاحقة حتى يومنا هذا.
نشأ فن الرواية بشكله الشائع والمعروف الآن في جميع أنحاء العالم خلال الحقبة الحديثة المبكرة، وازدادت شعبيته في القرن التالي. اعتبر بعض علماء الأدب كتاب دون كيشوت دي لا مانشا للأديب الإسباني الشهير ميغيل دي سيرفانتس هو أول رواية أوروبية حديثة، وهو مجموعة من الأساطير الشعبية نُشرت في جزأين، كان أولهما في عام 1605 والثاني في عام 1615، وقد اعتبره البعض محاكاة ساخرة لكتاب وفاة أرثر وأمثلة أخرى غن الفروسية الرومانسية، فجاء شكل الرواية الحديثة المعروف نتيجة مباشرة للسخرية من الأساطير الشعبية البطولية.
كان هذا النوع يتماشى تمامًا مع روح عصر التنوير الذي كان قد بدأ آنذاك وبدأ بإعطاء لمسة ساخرة لقصص وأفكار الماضي. وتجدر الإشارة إلى أن هذا الاتجاه نحو التهكم على الكتابات السابقة لم يكن ممكناً إلا بعد اختراع الطباعة. فبدون اختراع آلة تسمح بإنتاج نسخ بكميات كبيرة من الكتاب، يصعب افتراض أن القارئ قد شاهد العمل الأصلي الذي يتم السخرية منه، ومن ثم يستطيع أن يفهم المراجع داخل النص. في القرن الثامن عشر ظهرت العديد من الروايات الشهيرة أيضًا على يد أدباء مثل دانيال ديفو وجوناثان سويفت.
كان هناك مرحلة انتقاليّة تمثلت في شيوع أسلوب القصيدة الملحمية قبل أن تترسخ الرواية بشكلها الحديث، إذ شهد القرن السادس عشر قصائد ملحمية بارزة لشعراء مثل توركواتو تاسو، ولويس دي كامويس، ثم تلاى ذلك ظهور جيل من الشعراء المشهورين مثل خوانا إينيس دي لا كروز وجون ميلتون وألكسندر بوب، كما اشتهر كل من جان دي لافونتين وتشارلز بيرولت بخرافاتهم.
كما تعود أصول المسرحيات الترفيهية إلى مراحل أوروبا في الحقبة الحديثة المبكرة، وكان ويليام شكسبير هو أبرز المؤلفين المسرحيين الأوائل في العصر الحديث إلى جانب العديد من الكتاب المسرحيين الآخرين الذين قدموا مساهمات هامة في الأدب المسرحي مثل بيير كورنيل، وموليير وجان راسين، وبيدرو كالديرون دي لا باركا، ولوب دي فيجا، وكريستوفر مارلو.
ظهر فن الكوميديا المرتجلة أو الملهاة على يد عدد من الفنانين الارتجاليين في شوارع إيطاليا وفرنسا بدءاً من القرن السادس عشر وحتى القرن الثامن عشر. دُوّنت بعض تلك المسرحيات الكوميدية الارتجالية، وكان لها أثر واضح على الأدب في ذلك الوقت، لا سيما على أعمال موليير. كما اعتمد شكسبير على فنون المهرجين ولاعبي السيرك المتجولين في ابتكار كوميديا بأسلوب جديد. كانت جميع الادوار في تلك المسرحيات في ذلك الوقت يؤديها ممثلون ذكور حتى الأدوار الانثوية قبل أن يتبدل الحال في فرنسا ثم في إنجلترا بحلول نهاية القرن السابع عشر.
تعود أقدم أوبرا في العالم بالمعنى المفهوم إلى الحقبة الحديثة المبكرة حوالي عام 1597، وهي أوبرا دافني التي ألفها جاكوبو بيري لدائرة النخبة من الإنسانيين الفلورنسيين المتعلمين الذين أسسوا جماعة باسم الكاميراتا.

## في الإمبراطورية العثمانية
التياران الأساسيان للأدب العثماني المكتوب هما الشعر والنثر. من بين الاثنين ، كان الشعر - على وجه التحديد شعر الديوان - هو التيار المهيمن إلى حد بعيد. علاوة على ذلك ، حتى القرن التاسع عشر ، لم يكن النثر العثماني يحتوي على أي أمثلة من الروايات. أي أنه لم يكن هناك نظائر ، على سبيل المثال ، للرومانسية الأوروبية أو القصة القصيرة أو الرواية (على الرغم من وجود أنواع مماثلة ، إلى حد ما ، في كل من التقاليد الشعبية التركية وفي شعر الديوان).
كان شعر الديوان العثماني شكلاً من أشكال الفن الشعائري والرمزي. من الشعر الفارسي الذي ألهمها إلى حد كبير ، ورثت ثروة من الرموز التي تم وصف معانيها وعلاقاتها المتداخلة - سواء كانت متشابهة (مراعات نظير mura'ât-i nazîr / تناسب tenâsüb) والمعارضة (تضاد tezâd) - أكثر أو أقل.
حتى القرن التاسع عشر ، لم ينجح النثر العثماني في التطور إلى الحد الذي وصل إليه شعر الديوان المعاصر. جزء كبير من السبب في ذلك هو أنه كان من المتوقع أن يلتزم الكثير من النثر بقواعد sec '(سجع ، يُترجم أيضًا باسم seci)، أو النثر المقفى، وهو نوع من الكتابة ينحدر من الصاج العربي والذي ينص على أنه بين كل صفة واسم في الجملة ، يجب أن يكون هناك قافية.
ومع ذلك، كان هناك تقليد النثر في الأدب في ذلك الوقت. كان هذا التقليد غير خيالي حصريًا بطبيعته - اقتصر التقليد الروائي على الشعر السردي.

## في بلاد فارس
فيما يتعلق بتقاليد شعر الحب الفارسي خلال العصر الصفوي ، يلاحظ المؤرخ الفارسي إحسان يرشتر ، "كقاعدة عامة ، الحبيب ليس امرأة ، بل شاب. في القرون الأولى للإسلام ، أنتجت الغارات على آسيا الوسطى العديد من الشباب. العبيد. كما تم شراء العبيد أو تلقيهم كهدايا. وكانوا يصنعون ليكونوا بمثابة صفحات في المحكمة أو في منازل الأغنياء ، أو كجنود وحراس شخصيين. وكان الشبان ، سواء كانوا عبيدًا أم لا ، يقدمون النبيذ أيضًا في الولائم وحفلات الاستقبال ، والأكثر موهبة بينهم كان بإمكانهم عزف الموسيقى والحفاظ على محادثة مثقفة. لقد كان حب الصفحات الشبابية أو الجنود أو المبتدئين في المهن والمهن موضوع مقدمات غنائية للمدح منذ بداية الشعر الفارسي والغزال. . "
بعد القرن الخامس عشر ، سيطر الأسلوب الهندي للشعر الفارسي (الذي يُطلق عليه أحيانًا أساليب أصفهاني أو صفوي). تعود جذور هذا الأسلوب إلى العصر التيموري وأنتج أمثال أمير خسرو دهلافي وبهاي ناند لال غويا.

## في الهند
تراجع الأدب السنسكريتي الكلاسيكي في العصور الوسطى العليا ، لصالح اللغة الهندية الوسطى العامية مثل الهندية القديمة ، ولا سيما المستخدمة في شعر بهاكتي في العصور الوسطى المتأخرة. يشهد العصر المغولي تطور لهجات أدبية مختلفة مثل Dakkhini أو Urdu ، حيث تظهر الأخيرة تأثيرًا فارسيًا ثقيلًا. يمكن رؤية أقدم الأمثلة على خريبولي في بعض سطور كبير وأمير خسرو. يمكن رؤية أشكال أكثر تطوراً من خريبولي في بعض الأدبيات المتواضعة التي تم إنتاجها في أوائل القرن الثامن عشر. ومن الأمثلة على ذلك تشاند تشاند فارنان كي ماهيما بقلم جانجابهات ، ويوغافاشيشثا بقلم رامبراساد نيرانجاني ، وغورا بادال كي كاتا بواسطة جاتمال ، وماندوفار كا فارنان بواسطة مجهول ، وهي ترجمة لرافيشيناشاريا جاين بادمابوران بقلم دولاترام (بتاريخ 1824).

## في الصين
بعد القرن الخامس عشر ، سيطر الأسلوب الهندي للشعر الفارسي (الذي يُطلق عليه أحيانًا أساليب أصفهاني أو صفوي). تعود جذور هذا الأسلوب إلى العصر التيموري وأنتج أمثال أمير خسرو دهلافي وبهاي ناند لال غويا.
Gui Youguang 歸 有光 (1506-1571)
يوان هونغداو 袁宏道 (1568–1610)
Xu Xiake 徐霞客 (1586–1641)
جاو تشى 高 啟
تشانغ داي 張岱
تو لونغ 屠隆
ون تشن شنغ 文 震 亨
سلالة تشينغ
فانغ باو (1668–1749)
ليو داكوي 劉 大 櫆 (1698–1779)
ياو ناي 姚 鼐 (1731–1815)
يوان مي 袁枚 (1716–1798)
غونغ تسيجين 龔自珍 (1792–1841)
وي يوان (1794–1857)

## في اليابان
طور الأدب خلال فترة إيدو الهادئة إلى حد كبير ، في جزء كبير منه صعود الطبقة العاملة والطبقات الوسطى في العاصمة الجديدة إيدو (طوكيو الحديثة) ، أشكالًا من الدراما الشعبية التي تطورت لاحقًا إلى كابوكي. أصبح كاتب مسرحي جوروري وكابوكي شيكاماتسو مونزايمون مشهورًا في نهاية القرن السابع عشر. كتب ماتسو باشو Oku no Hosomichi (奥 の 細 道 ، 1702) ، مذكرات سفر. كما رسم هوكوساي ، الذي ربما يكون أشهر فناني الطباعة الخشبية في اليابان ، الروايات الخيالية بالإضافة إلى مشاهدته الـ 36 الشهيرة لجبل فوجي.
ظهرت العديد من أنواع الأدب خلال فترة إيدو ، وساعدها ارتفاع معدل معرفة القراءة والكتابة بين السكان المتزايدين من سكان المدن ، فضلاً عن تطوير المكتبات المعارة. على الرغم من وجود تأثير غربي طفيف يتدفق إلى البلاد من المستوطنة الهولندية في ناغازاكي ، فقد كان استيراد الروايات الصينية العامية هو الذي أثبت التأثير الخارجي الأكبر على تطور الخيال الياباني الحديث المبكر. يمكن أن يقال إن إيهارا سايكاكو قد ولد الوعي الحديث للرواية في اليابان ، حيث مزج الحوار العامي في حكاياته الفكاهية والتحذيرية عن أماكن المتعة. كتب Jippensha Ikku Tōkaidōchū Hizakurige ، وهو مزيج من الرحلات والكوميديا. لعب تسوغا تيشو وتاكيب أياتاري وأوكاجيما كانزان دورًا فعالًا في تطوير يوميهون ، والتي كانت عبارة عن رومانسيات تاريخية بالكامل تقريبًا في النثر ، متأثرة بالروايات الصينية العامية مثل الممالك الثلاث وشوي هو زوان. تم كتابة اثنين من روائع يوميون من قبل أويدا أكيناري: Ugetsu monogatari و Harusame monogatari.